# Zandvlo
De zandvlo (Tunga penetrans) is een parasitair insect die voorkomt in tropische en subtropische streken. Besmetting met de zandvlo wordt tungiasis genoemd. 